# 日本动画
日本動畫（日语： Anime，英語：或），又叫日式動畫，是指日本出品的動畫作品，主要通過電視播出。除了一些原创作品以外，一般是由漫畫、繪本、小說、輕小說或者遊戲的改編而成，常常根据不同的观众受众分为不同的风格和流派。
最早的日本商业动画可以追溯到1917年。20世纪60年代“漫画之神”手冢治虫的作品在世界范围内广泛流行，大大推动了日本动画产业的发展。
日本動畫業約有430家動畫公司，其中規模較大的動畫公司包括吉卜力工作室、CoMix Wave Films、Production I.G、MAPPA、新銳動畫、京阿尼、WIT STUDIO、幽浮社、Aniplex、動畫工房、J.C.STAFF、小丑社、A-1 Pictures、東映動畫、骨頭社、GAINAX、TMS娛樂、OLM和日本動畫等。一般來說，對於日本動畫，作為一個整體，在日本國外的世界各國的市場比日本動畫日本國内的市場大，其國外市場化包括製作有世界各國配音或者字幕的DVD以及電視動畫。日本動畫的盛行也使得其他非日本動畫作品也採用類似的風格，但這類作品一般會歸類為受日本動畫影響的動畫。

## 詞源
日語的「アニメ」一詞來自動畫的英語詞（动画），以片假名寫作，經常縮寫為。
日本的動畫業界人士，特別是在正式場合或公文時，也會將此稱呼為「Animation（アニメーション）」，有時候覺得太長了很麻煩，就會直接以「Anime（アニメ）」帶過去。因此Anime除了是Animation的簡稱以外，對於日本動畫從業人員來說沒有其它特殊的含義。但是在西方人或華人的動畫迷，他們普遍的認知為「Anime（アニメ）」是專指日本的日式動畫。

## 歷史

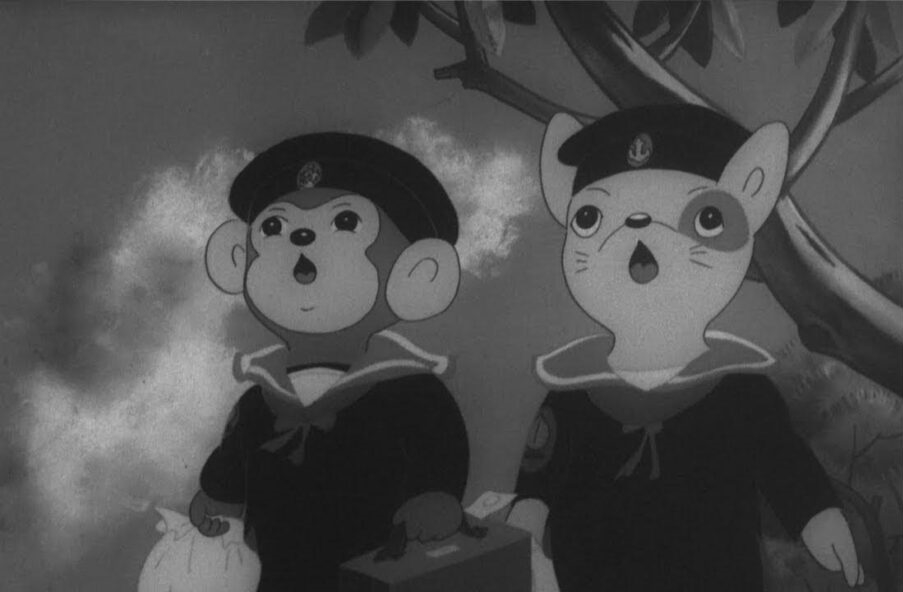
最早的剧场版日本动画——《桃太郎 海的神兵》（1944）的片段

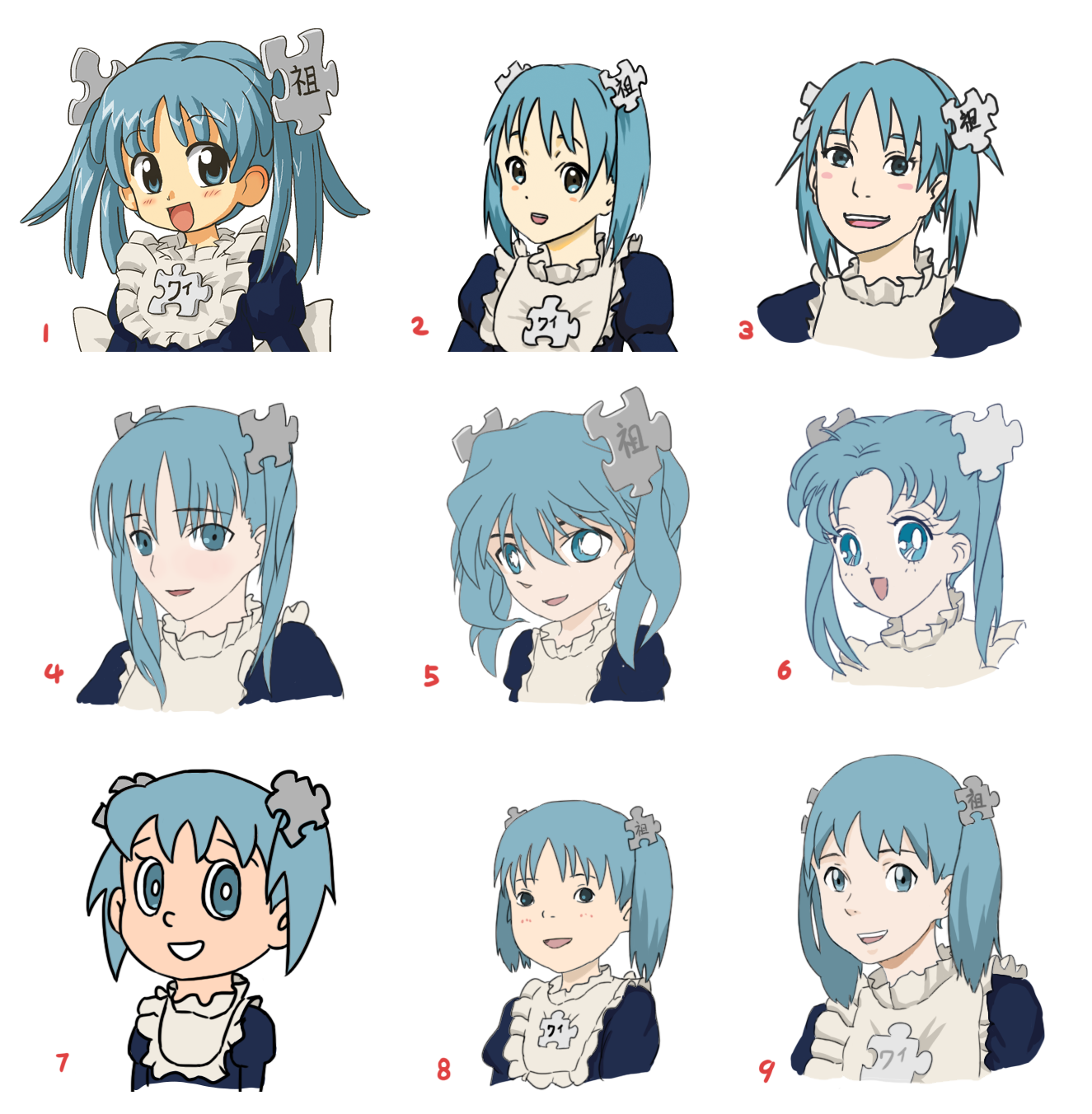
同一角色的不同画风

日本动画始于20世纪初。当时日本的电影工作者开始尝试使用还在法国、德国、美国、俄国等地试验的动画技术。已知最早的日本动画拍摄于1917年《塙凹內名刀之卷》，这是一部2分钟的短篇动画，讲述了一个武士拿别人试他的新刀，但反而被打败的故事。早期的先锋者有下川凹天、 幸内纯一、北山清太郎，被称为“日本动画之父”。
隨後日本的製作人做過很多動畫製作的嘗試。第一套廣泛流行的動畫連續劇是1963年手塚治蟲的《原子小金剛》。
1970年代期間，日本動畫進一步發展，與西方世界的動畫漸漸分離開來，並發展出獨特的類型，例如機器人動畫。該時期值得注意的動畫作品包括《鐵人28號》和《無敵鐵金剛》等。在這段期間，一些動畫製作人漸漸變得著名，特別是宮崎駿和押井守。
1980年代，日本的動畫在日本被接納為主流，並經歷了一個製作量迅速增長的時期，更發展出像日式漫畫這樣完整的公式。GUNDAM系列作品的製作，以及高橋留美子的事業亦於這個年代開始。《阿基拉》於1988年創下了單一動畫製作費最高的紀錄。1989年宮崎勤事件发生，日本動漫畫產業遭受了毁灭性的打击。至1995年《新世紀福音戰士》播出，日本人看重了御宅族文化有着可观的经济利润，因而也发展。才开始恢復。當時負責報導的記者木村透，於2005年11月21日坦誠他在取材時不公正，將成人書刊放置在正常書堆的最上方後進行攝影，造成社會對於動漫畫產業的誤解，該聲明已被刪除。由于日本动漫经济的多元化的发展。近年来日本动漫收益仍然年年增长。
日本動畫於1990年代及2000年代迎來了它被海外市場接受程度的提昇。動畫連續劇諸如《新世紀福音戰士》和《攻殼機動隊》於日本大受歡迎，亦吸引了海外觀眾的注意。《七龍珠》、《美少女戰士》和《神奇寶貝》的周邊商品在歐美地區更是搶手貨。《神隱少女》於2002年德國柏林影展中得到金熊獎，並在第七十六屆奧斯卡電影頒獎典禮中得到「最佳動畫長片」一獎項。而《攻殼機動隊》亦在2004年坎城影展上映。自平成時代以來，眾多女子動畫逐漸在擴大。
根據日本貿易振興機構的資料，2016年時世界上有百分之六十的動畫作品由日本製作。
隨著Netflix等網絡平台的流行，加上中國大陸動畫的發展，日本動畫製作受到了挑戰。根據日本帝国数据银行2022年的調查，日本309家動畫製作公司有約四成虧損，是歷史最高記錄，每家工作室的銷售額低於3億日元，動畫製作市場連續兩年萎縮。而根據日本動畫協會的數據，截止2020年，電視動畫數量連續四年減少。

## 播放媒介
- 電視動畫：在電視裡播放的動畫，一般都是采取連載的方法，類似電視劇。按播放时间段的区别，分为深夜动画与全日时段动画 。
- OVA：全稱為Original Video Animation，意思是原創動畫錄映帶，沒有在電視或電影院放映過的動畫，現在一般以VCD、DVD、BD等發售。
- 劇場版動畫：即是電影版，在電影院播放的動畫。製作品質遠精於TV版，OVA版。通常一部劇場版動畫是90分鐘，與電影等長。有的劇場版不一定有其對應的TV版。
- 網路動畫：以網路平台或其他技術手段作為動畫的播出形式[15]

## 种类
動畫片常會依目標觀眾分類，例如分類為少年動畫、少女動畫及不同類型的成人動畫。少年動畫及少女動畫有時會加入男孩或女孩都有興趣的元素，試圖爭取更多的讀者認同。成人動畫可能是步調較慢，或是描寫主題不是青少年喜好的內容，也有些成人動畫中有一些成人的主題及場景。有些成人動畫中有包括色情有關的主題，在日本會標示為R18，不過國際上這類作品會分類為變態（Hentai，簡寫為H）。相反的，有些漫畫會有性主题或意味，但不包括性交的描寫，會因為受到青少年和成人动漫爱好者的歡迎，而被會歸類為喜劇動畫或後宮型作品，而一些有關性的內容則被視為是一種服務讀者的行為，俗稱殺必死:89。

### 分類列表
- 按播放方式

1. 电视动画
2. 電視電影動畫
3. 剧场版
4. OVA
5. 網路动画

- 按目標人群分

1. 兒童向動畫
2. 少年向動畫
3. 少女向動畫
4. 男性向動畫
5. 女性向動畫
6. 青年向動畫
7. 成人向動畫
8. 全年齡向動畫

- 按題材分

1. 科幻動畫
2. 奇幻動畫
3. 戀愛動畫
4. 校園動畫
5. 世界名作劇場
6. 偵探動畫
7. 體育動畫
8. 喜劇動畫
9. 后宫動畫

## 行业
日本大部分的動畫製作公司都加入日本動畫協會，而不同製作室在一些較為複雜和造價較高的動畫製作項目上也會互相合作，例如由吉卜力工作室製作的《千與千尋》就邀請MADHOUSE、GAINAX、Production I.G和雲雀工作室等合作夥伴協助製片:17。每部動畫大概需要10萬至30萬美元的製作費。

### 分工
發展至今，日本動漫業是非常成熟的。在這一巨大的行業中有完整而細緻的分工。其中幾個較為主要的職業有：
- 導演：即是日文裡的“監督”。導演是整部作品制作的關鍵。導演不一定要親自畫每一幅圖畫，但他必須把握全局，對角色設定、作畫監督、聲優、音響監督等的工作做出明確的指示和要求。因此，每個不同導演的風格都是截然不同的。由於導演經常會兼作分鏡，所以有些動畫作品可以直接從畫面效果判斷本篇的執導者；而且也使得很多參與分鏡製作的助手最終成長為導演。
- 音樂：可以說是一出動畫裡的一大焦點。音樂能描述許多用畫面所不能傳遞的訊息，能烘托畫面所表達的氣氛，畫龍點睛地使影片更具人性魅力。每一部動畫裡的音樂一般都是原創的。
- 聲優：即聲音的演員，也是動畫的靈魂角色。為動畫配音是聲優的主要工作，另外的工作是参與電子遊戲的配音，電台的廣播劇，有的能以偶像身份唱歌表演，甚至演舞台劇，或電視劇。在日本，聲優如同演員一样，由管理人公司控制。
- 角色設定：負責設計登場角色的人物造型、衣裝樣式的叫“人物設定”，其工作不但是要讓後續的作畫者知道要畫的人長什麼模樣，還必須告訴他們這個角色的臉部特征、眼神、表情等等，而且也要設計出由數個不同角度觀看同一位角色的臉的形象，以及不同於一般漫畫、線條封閉的劉海兒。角色設定決定了動畫裡人物的畫風，也間接反映了人物的某些性格。
- 原畫：英文即為key frame，也就是關鍵影格的意思，每一個cut的layout（構圖）裡面有數個圖層，繪製原畫的原畫師的工作，就是將這一個cut的數秒鐘之間的分解動作畫出來，此一職務多由資深動畫師擔任，比較重要的角色甚至會由角色設計師或是機械設計師親自執筆，不僅要配合演出（英文為animator director，動畫師的導演之意）計算每個cut的秒數以及動作格數，甚至要在畫面上指示陰影、光源以及細部的作畫指示，以利於完成補間動畫的動畫師繪製動畫。

### 政府政策
日本政府文化廳和CG-ARTS協會自1997年開始，每年舉辦日本新媒體動漫藝術節，動畫是其中的項目之一。
2010年起，日本動畫製作者協會（JAniCA）受日本文化廳委託，開始了青年動畫製作者育成計劃，是動畫製作者的人才培養事業，2010年首年籌辦的項目稱為「PROJECT A」，2011年籌辦的項目稱為「動畫未來」（アニメミライ），2012年籌辦的項目稱為「動畫未來2013」（アニメミライ2013）。

## 文化影响
在日本，一個出名的動漫的周邊產品可以非常多，比如書（包括雜誌、各種的畫冊、樂譜）、遊戲、CD、各種影像、玩具、收藏品、二次創作等。相關衍生品有：
- 音樂：可分為Original Soundtrack、Image Album、Symphony、Hi-Tech 、Drama、CD Single、Image CD Single。Original Soundtrack为原聲集，简称OST。Image Album为印象集，收集一些動畫中沒有引用到或者沒有原曲引用的曲目，其中部分曲目的发布先于动画发布。Symphony为交響樂版。Hi-Tech为電子樂版。
- 電視劇：相當的著名的作品被改編為電視劇，如《逮捕令》、《相聚一刻》。
- 電影：改編成電影的數量不多，如《NANA》、《Death Note》。
- 漫画、游戏、小说：人气较高的动画可能被改编成漫画、游戏或小说，以充分挖掘受众的购买力，或吸引更多不同层面的受众。由于动画、漫画、游戏与小说都是ACG（ACGN）领域的叙事类作品，同一作品在四种形式间相互改编是很常见的事。也有许多与原作共享人物与世界观的外传作品衍生出来。
- 玩具、收藏品：人气较高的动画可能衍生更多零售商品，例如角色人偶收藏品、模型、玩具。
- 二次創作：動畫作品可能吸引動漫愛好者注意，從中創造更多作品，例如同人漫畫、角色扮演。
- 展览

隨著動畫市場的迅速擴張，大量動畫俱樂部在1990年代成立，並帶動動畫展覽會的興起:73。這些展覽會主要展示日本以至世界各國的動漫作品，並包含cosplay比賽等其他元素。另一方面，日本的動漫文化亦創造不少獨特的名詞，例如用於指稱熱衷及博精於ACG的「御宅族」:211:195。
東京國際動畫博覽會（TAF）是由東京國際動畫博覽會實行委員會所主辦的動畫博覽會，自2002年起舉辦，每年三月在東京國際展示場舉行。
由於東京都在2010年通過東京都青少年健全育成條例，大幅度規範了動畫、漫畫、電玩的ACG作品，致使角川書店、小學館、講談社等出版社另外舉辦動畫內容博覽會（ACE），自2012年開始，在千葉縣的幕張展覽館舉行。
東京國際動畫博覽會和動畫內容博覽會已經在2013年宣布合併，並在2014年合辦第一屆AnimeJapan。

## 延伸阅读
- 《日本動漫畫的全球化與迷的文化》陳仲偉 著，台灣唐山出版社2004年1月初版，ISBN 978-986-7748-53-9

## 外部連結
- 2017年NHK票選日本百大動畫